# Набій Teat-fire
Сосковий набій (англ. teat-fire) був револьверним набоєм .32 калібру розроблений Даніелем Муром та випускався Муром та його партнером Девідом Вільямсоном для їхнього кишенькового револьвера. Набій випускали під марками Мура та National Arms компанії National Arms Company з Брукліну, штат Нью-Йорк в середині 19-го століття.
Сосковий набій .32 калібру Мура, представляв собою унікальний набій розроблений для обходу патенту Ролліна Вайта, який належав Горасу Сміту та Даніелю Вессону. Набій був дуже популярним під час громадянської війни, як серед солдатів так і серед військових. Сосковий набій не мав фланцю на донці, як звичайні набої, але мали закруглену задню частину, з невеликим "соском" який виступав через невеликий отвір у задній частині циліндра. У "соску" знаходилася капсульна суміш і при ударі курка відбувався постріл. Таким чином він був схожий на набій кільцевого запалення, але капсуль розташовувався не у фланці, а в центральному соску.  Існувало два варіанти "сосків": круглий та плаский. Пласка версія частіше зустрічається серед колекціонерів.
Кишеньковий револьвер Мура під сосковий набій .32 калібру був дуже популярним серед військових та цивільних під час громадянської війни в США. National Arms випустила приблизно 30000 револьверів в період з 1864 по 1870 роки, до придбання її компанією Colt's Manufacturing Company.